# Hùng Thành
Hùng Thành là xã thuộc huyện Yên Thành, Nghệ An, Việt Nam.

## Địa giới hành chính
Xã Hùng Thành nằm ở phía Tây Bắc của huyện Yên Thành. Phía Tây giáp huyện Tân Kỳ, phía Đông giáp xã Lăng Thành, phía Đông giáp xã Hậu Thành, phía Nam giáp xã Phúc Thành.
Xã Hùng Thành được chia ra 10 xóm: Xóm 1 (Sơn Thành), Xóm 2 (Kim Thành), Xóm 3 (Ngọc Thành), Xóm 4 (Giai Thành), Xóm 5 (Lạc Thành), Xóm 6 (Đồng Trạch), Xóm 7 (Tân Lập), Xóm 8 (Hồng Lĩnh), Xóm 9 (Khe Răm), Xóm 10 (Làng Mới).
So với các đơn vị hành chính, làng xã của huyện Yên Thành, xã Hùng Thành ra đời khá muộn. Hùng Thành mới được thành lập vào ngày 02 tháng 4 năm 2007 từ việc chia tách xã miền núi Hậu Thành với tổng diện tích tự nhiên 15.280 ha, trong đó 807 ha là đất lâm nghiệp, 679 ha đất canh tác. Dân số 5.585 người, được phân bố thành 9 đơn vị xóm trong đó có một xóm Công giáo toàn tòng.

## Kinh tế
Hiện nay, xã đang tập trung vào một số hướng phát triển mũi nhọn trên cơ sở khai thác những tiềm năng sẵn có như: Đầu tư phát triển kinh tế vườn rừng, trồng cây nguyên liệu, chăn nuôi theo mô hình gia trại. Đến nay toàn xã có 350 ha rừng keo, tràm, bạch đàn. Số hộ gia đinh đăng ký nhận bảo vệ khoanh nuôi, trồng rừng chiếm ¾ dân số toàn xã. Một tiềm năng khác là diện tích mặt nước hồ đập (trên 10 hồ đập lớn nhỏ) của địa phương khá lớn, đủ để mở rộng quy mô xây dựng các mô hình nuôi trồng thủy sản quy mô lớn, hiệu quả nhưng vẫn chưa được khai thác do thiếu vốn đầu tư.

## Cơ sở vật chất
Hùng Thành hiện nay (tính từ năm 2010) đang trên đường phát triển toàn diện. Về các phòng trào Đoàn, Đội, văn hóa - văn nghệ rất sôi nổi. Về cơ sở vật chất đang từng bước hoàn thiện: Đã xây dựng được trường THCS 2 tầng khang trang, hội trường UBND xã 2 tầng, hiện đang hoàn thành trường mầm non tập trung của xã. Hệ thống đường của xã Hùng Thành đã rải nhựa bê tông asphan trên 80%. Hệ thống điện đã nâng cấp tốt hơn rất nhiều.